# Campodorus stenocerus
Campodorus stenocerus är en stekelart som först beskrevs av Thomson 1893.  Campodorus stenocerus ingår i släktet Campodorus och familjen brokparasitsteklar. Arten är reproducerande i Sverige. Inga underarter finns listade.